# Arcs branquials
|  | Aquest article tracta sobre els ossos que sostenen les brànquies. Si cerqueu les estructures que apareixen durant el desenvolupament embrionari dels vertebrats, vegeu «Arc faringi». |

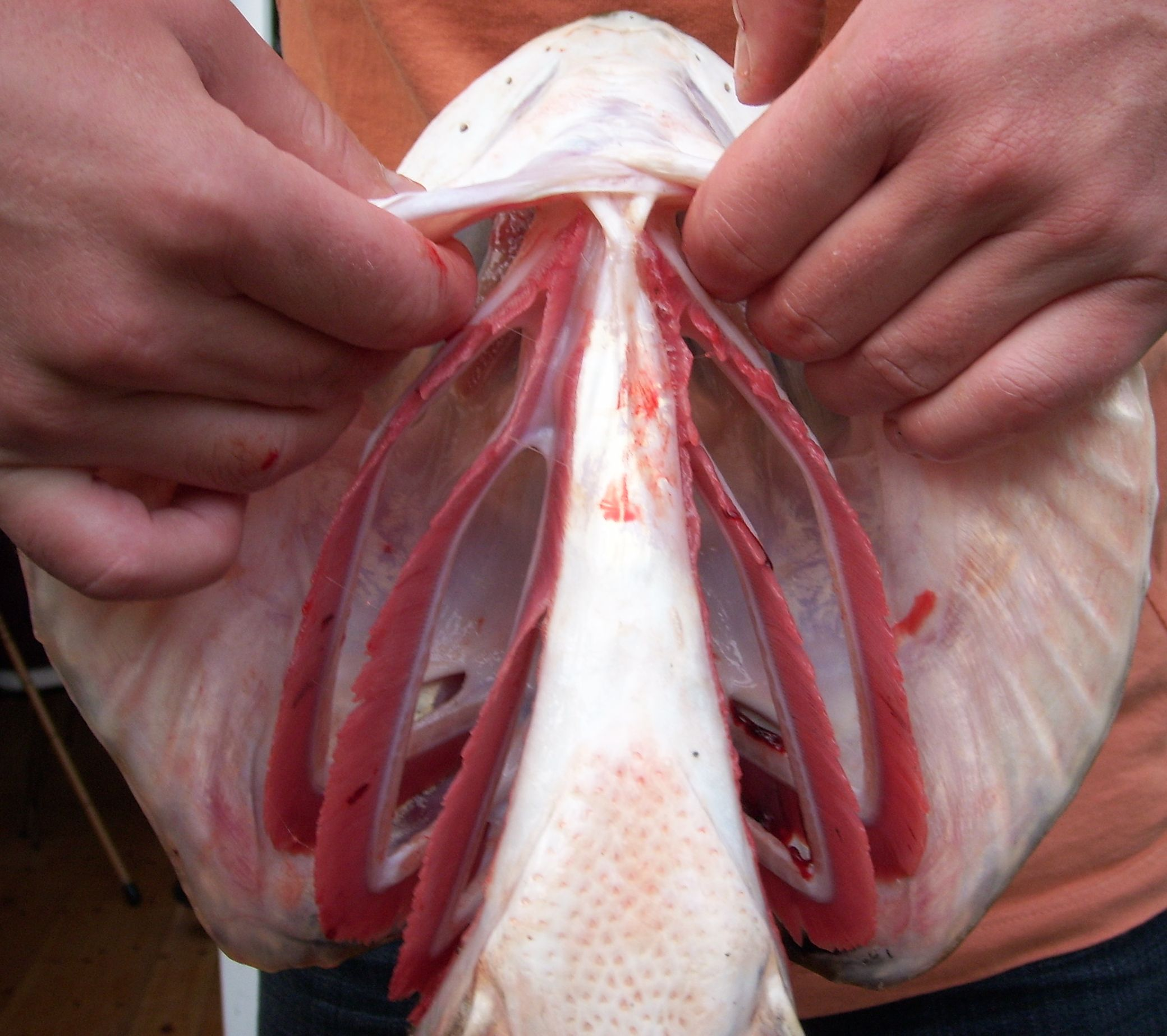
Arcs branquials, amb les seves corresponents brànquies, sota les ganyes d'un lluç de riu

Els arcs branquials són una sèrie de "bucles" ossis que tenen al cap els peixos, i els amfibis almenys durant algun estadi vital, que serveixen de suport a les brànquies. Com que les brànquies són una condició primitiva dels vertebrats, tots els embrions dels vertebrats desenvolupen arcs faringis, encara que el destí final d'aquests arcs varia entre els tàxons. En els peixos amb mandíbules, el primer arc acaba desenvolupant les mandíbules, el segon forma el complex hiomandibular, amb els arcs posteriors com a suport de les brànquies. En els amfibis i els rèptils desapareixen molts elements, incloent els arcs branquials, de manera que només queden les mandíbules orals i l'aparell hioide. En els mamífers i les aus, el hioide és encara és més reduït.
Tots els vertebrats basals respiren per les brànquies. Les brànquies són just darrere del cap, vorejant els marges posteriors d'una sèrie d'obertures (les ganyes) des de l'esòfag fins a l'exterior. Cada brànquia està sostinguda per un arc branquial cartilaginós o ossi. Els peixos ossis tenen quatre parells d'arcs, els peixos cartilaginosos en tenen de cinc a set parells i els més primitius sense mandíbula en tenen set. Molt probablement l'avantpassat comú dels vertebrats tenia més arcs, ja que alguns dels seus parents cordats en tenen més de 50 parells de brànquies.
Les larves dels amfibis i d'alguns peixos ossis primitius, tenen les brànquies exterioritzades, ramificant-se a partir dels arcs branquials. Aquests es reabsorbeixen en l'edat adulta i la seva funció d'intercanvi gasós és assumida per les brànquies pròpies dels peixos i pels pulmons en la majoria dels amfibis. Alguns amfibis conserven les brànquies larvàries externes fins i tot durant l'edat adulta, el complex sistema de brànquies internes tal com es veu als peixos aparentment es va perdre de manera irrevocable molt aviat en l'evolució dels tetràpodes.

## Funcions

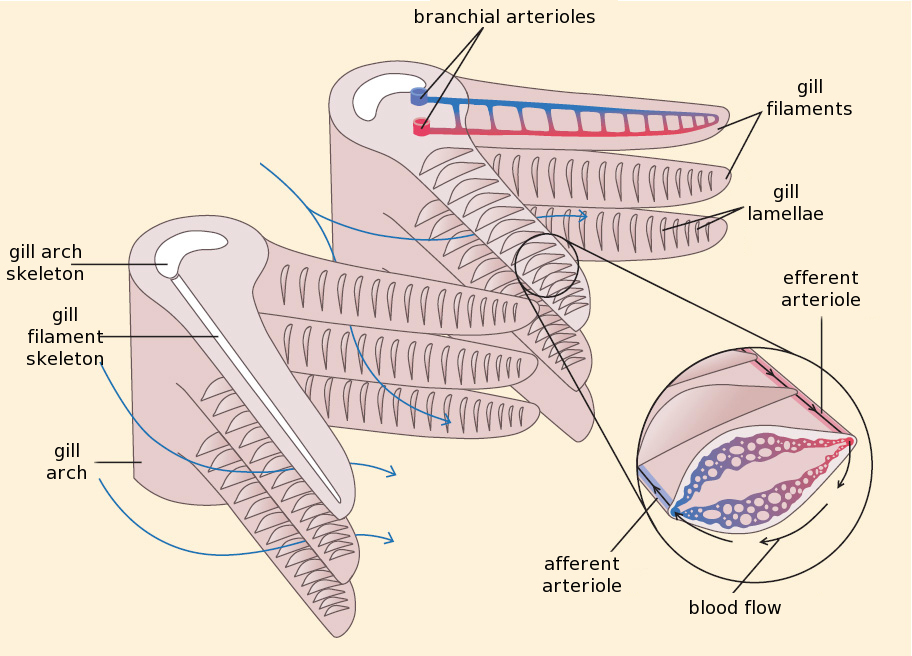
Esquema representant l'estructura anatòmica dels arcs branquials i les brànquies

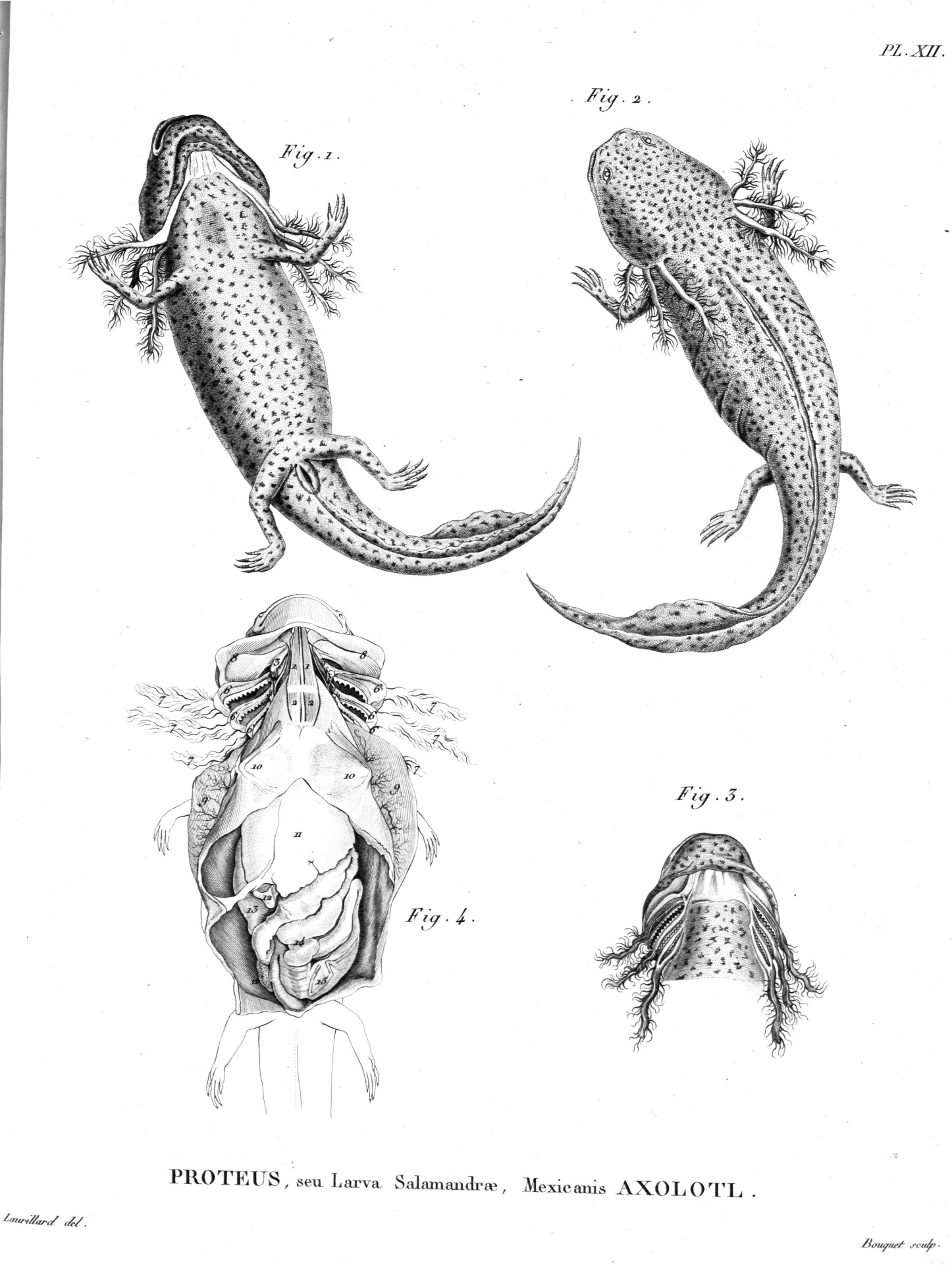
Dibuix esquemàtic mostrant la dissecció seqüencial d'un Ambystoma mexicanum. A la figura 3 es representen els arcs branquials sobre la que es ramifiquen les branquies exterioraritzades.

El sistema branquial té en la respiració i/o l'alimentació el seu ús primordial. Molts peixos han modificat els arcs branquials posteriors en mandíbules faríngies, sovint equipades amb dents faríngies especialitzades per tal de manejar algunes menes de preses (dents llargues i afilades a les morenes carnívores en comparació amb les dents amples i trituradores de Mylopharyngodon piceus). En els amfibis i els rèptils l'arc hioide es modifica per motius semblants. Sovint s'usen en el bombeig bucal i també juguen un cert paper en la protrusió de la llengua per a la captura de preses. En espècies amb moviments balístics de la llengua altament especialitzats com ara els camaleons o algunes salamandres pletodòntides, el sistema hioide està molt modificat per aquesta causa, així mateix sovint s'hipertrofia en espècies que tenen alimentació per succió. En animals com les serps i els llangardaixos, la llengua dels quals ha evolucionat fins a convertir-se en un òrgan purament sensorial, sovint presenten sistemes hioides molt reduïts.

## Components

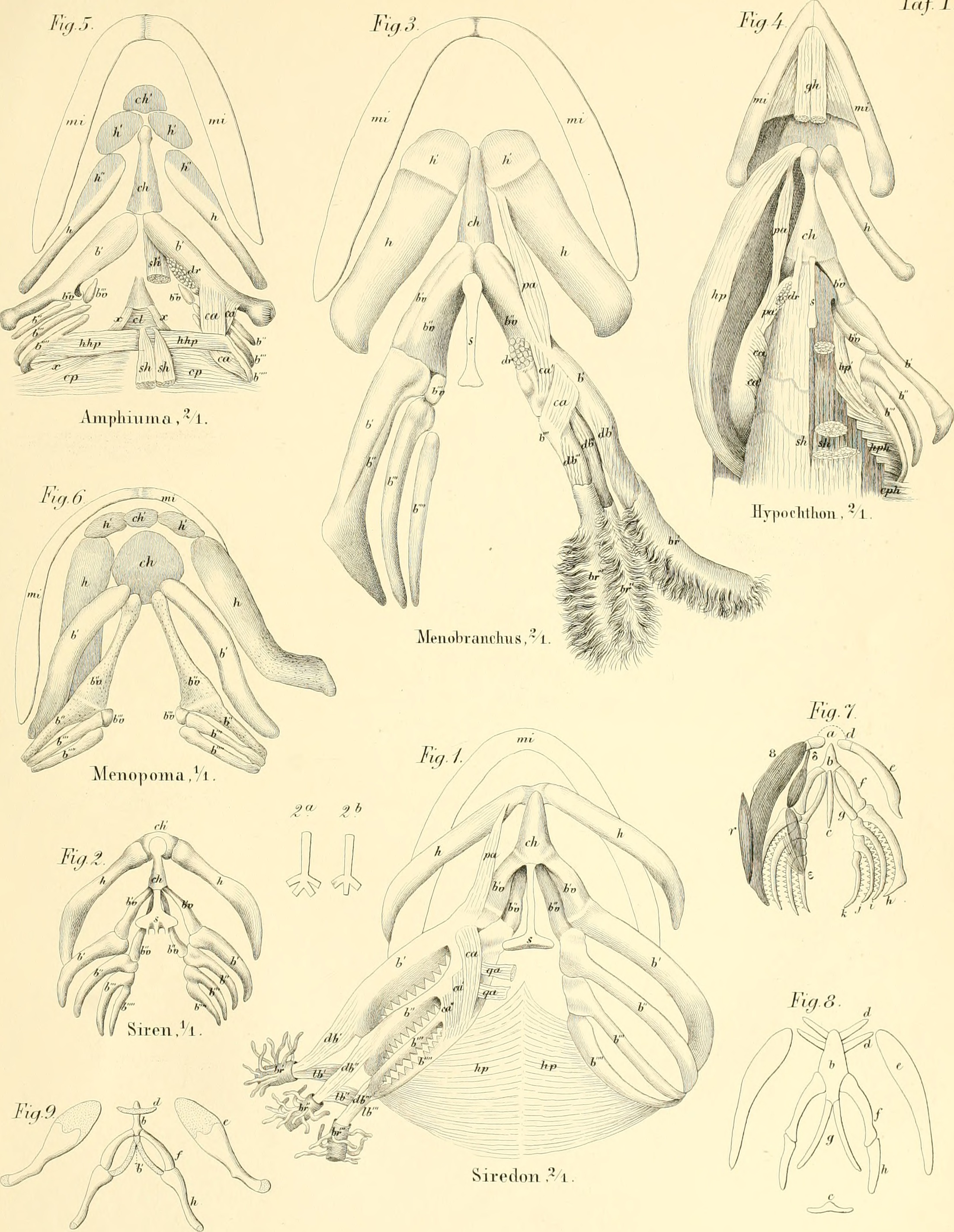
Dibuixos representant la disposició dels ossos mandibulars i branquials de diversos gèneres d'amfibis.

La disposició primitiva és de 7 arcs (probablement 8), cadascun format per la mateixa sèrie d'elements apariats (a esquerra i dreta de cap). Anant des del més dorsal fins al més ventral, aquests són els faringobranquials, epibranquials, ceratobranquials, hipobranquials i basibranquials. Els faringobranquials poden articular-se amb el neurocrani, mentre que els basibranquials esquerre i dret es connecten entre si (sovint fusionant-se en un sol os). Quan formen part del sistema hioide, la denominació dels ossos s'altera substituint-se la terminació "-branquial" per "-hial", així "ceratobranquial" es converteix en "ceratohial".
- El basihial i els basibranquials es troben a la línia mitjana del marge inferior de la gola. Gairebé tots els condrictis moderns tenen una única línia mitjana basihial, igual que molts teleostis, peixos pulmonats i tetrapodomorfs. En els tetràpodes, el basihial es coneix com a os hioide. Els basibranquials, que són més comuns en els osteïctis, tenen la forma d'un o més ossos en forma de bastons que es projecten enrere al llarg de la gola.
- Els ceratohials i ceratobranquials es troben per sobre dels seus respectius components bàsics, inclinats cap enrere i cap amunt. Sovint són els components ossis més grans del sistema branquial, així com els components més essencials i abundants. Els petits ossos de connexió coneguts com a hipofials o hipobranquials poden unir els components basi i cerato. Els hipòfils aparellats són característics dels osteictis vius. Els condrictis vius no tenen hipohials, tot i que se sap que en tenien diverses formes extintes.
- Els epihials i epibranquials es troben per sobre dels seus respectius components ceratològics, corbats cap endavant, cap amunt i sovint cap endins. També són components essencials del sistema de brànquies, que es troben en tots els peixos. L'epihial es coneix més comunament com a hiomandíbula, que és homòleg a l'estrep (de vegades anomenat columel·la) dels tetràpodes. En els peixos que filtradors, els epibranquials sovint allotgen brànquies, espines especialitzades que es projecten cap enrere per atrapar el plàncton.
- Els faringobranquials són els elements ossis més dorsals del sistema branquial, connectant-se amb l'extensió superior dels epibranquials. Els condrictis actuals tenen grans faringobranquials que s'inclinen cap enrere i cap amunt. Els osteïctis, en canvi, tenen dues menes diferents de faringobranquials: els suprafaringobranquials són estructures sense dents semblants a les dels condrictis, mentre que els infrafaringobranquials sovint tenen dents i es corben cap a dins i cap endavant, formant el sostre de la gola. Un equivalent hioide del faringobranquial, el faringohial, només es troba en els holocèfals vius, també coneguts com a quimeres.

## Amniotes
Els amniotes no tenen brànquies. Els arcs branquials es formen com arcs faringis durant l'embriogènesi, i constitueixen la base d'estructures essencials com les mandíbules, la glàndula tiroide, la laringe, la columel·la (corresponent a l'estrep dels mamífers) i en els mamífers el martell i l'enclusa.